# Tyrone Owusu
Tyrone Owusu (Den Haag, 5 maart 1999) is een Nederlandse voetballer die voor Telstar speelt.

## Clubcarrière

### Amateurvoetbal
Owusu begon met voetballen in de jeugd van ADO Den Haag. Waarna hij de stap richting RKVV Westlandia maakte. Op 25 november 2021 tekende hij een contract bij Quick Boys.

### Telstar
Op 5 februari 2024 tekende hij, ondanks zijn contract verlening bij Quick Boys, zijn eerste profcontract bij Telstar. Op 27 oktober 2024 in de uitwedstrijd tegen FC Emmen maakte Owusu zijn debuut voor Telstar. Hij kwam in de 75e minuut als invaller voor Tyrese Noslin in het veld. De wedstrijd werd met 0-1 gewonnen. Op 3 maart 2025 scoorde hij zijn eerste doelpunt in het betaalde voetbal, tegen Jong AZ (2-1). In de play-offs om promotie speelde Owusu alle wedstrijden, waarbij hij in de kwartfinales tegen ADO Den Haag twee assisten gaf. De finale tegen Willem II werd ook gewonnen, onder meer door een assist van Owusu, waardoor hij met Telstar promoveerde naar de Eredivisie.

## Statistieken
| Seizoen                    | Club              | Land           | Competitie     | Competitie | Competitie | Beker | Beker | Totaal | Totaal |
| Seizoen                    | Club              | Land           | Competitie     | Wed.       | Dlp.       | Wed.  | Dlp.  | Wed.   | Dlp.   |
| -------------------------- | ----------------- | -------------- | -------------- | ---------- | ---------- | ----- | ----- | ------ | ------ |
| 2019/20                    | RKVV Westlandia   | Nederland      | Derde divisie  | 16         | 1          | 2     | 0     | 18     | 1      |
| 2020/21                    | SVV Scheveningen  | Nederland      | Tweede divisie | 3          | 0          | 0     | 0     | 3      | 0      |
| 2021/22                    | SVV Scheveningen  | Nederland      | Tweede divisie | 30         | 2          | 1     | 0     | 31     | 2      |
| 2022/23                    | K.v.v. Quick Boys | Nederland      | Tweede divisie | 32         | 1          | 1     | 0     | 33     | 1      |
| 2023/24                    | K.v.v. Quick Boys | Nederland      | Tweede divisie | 28         | 0          | 4     | 0     | 32     | 0      |
| 2024/25                    | Telstar           | Nederland      | Eerste divisie | 33         | 3          | 1     | 0     | 34     | 3      |
| Carrièretotaal             | Carrièretotaal    | Carrièretotaal | Carrièretotaal | 142        | 7          | 9     | 0     | 151    | 7      |
| Bijgewerkt t/m 2 juni 2025 |                   |                |                |            |            |       |       |        |        |